# Windsor (Verenigd Koninkrijk)
Windsor is een stadje met ca. 32.000 inwoners (2018) in het bestuurlijke gebied Windsor and Maidenhead, in het Engelse graafschap Berkshire, grenzend aan het zuidwesten van Londen. De plaats werd eerder ook wel New Windsor genoemd om het te onderscheiden van het oudere dorp Old Windsor in hetzelfde graafschap.
De plaats ligt op de zuidelijke oever van de Theems, tegenover de plaats Eton.
De plaats is vooral bekend vanwege Windsor Castle, een van de officiële residenties van de Britse koninklijke familie. De grondvesten van het kasteel werden al in 1070 gelegd door Willem de Veroveraar, maar het complex is door de eeuwen heen aanzienlijk verbouwd en uitgebreid. Sinds 1917 ontleent het koningshuis zijn naam aan deze plaats.
Tevens staat een Legoland in Windsor. Hier zijn met Legostukjes bekende gebouwen nagebouwd.
Windsor Guild Hall is een gildehuis dat in 1686 door Sir Thomas Filtch werd ontworpen. Het doet nu dienst als museum.
Nabij Windsor bevindt zich ook Ascot, de beroemde renbaan voor paardenraces. De stad kent, vooral vanwege de aanwezigheid van het paleis, meer voorzieningen dan gebruikelijk in plaatsen van deze omvang. Zo zijn er twee spoorwegstations, een theater en diverse hotels.

## Geboren
- Eduard III van Engeland (Windsor Castle, 1312-1377), koning van Engeland (1327-1377)
- Hendrik VI van Engeland (Windsor Castle, 1421-1471), koning van Engeland (1422-1461,1470-1471) en koning van Frankrijk (1422-1453)
- Alice van Battenberg (Windsor Castle, 1885-1969), Duits en Grieks prinses
- Louis Mountbatten (Frogmore, 1900-1979), admiraal
- Peter Osgood (1947-2006), voetballer
- Caroline Munro (1949), actrice en model
- Steven Richardson (1966), golfer
- Chesney Hawkes (1971), zanger, acteur

## Galerij

Station
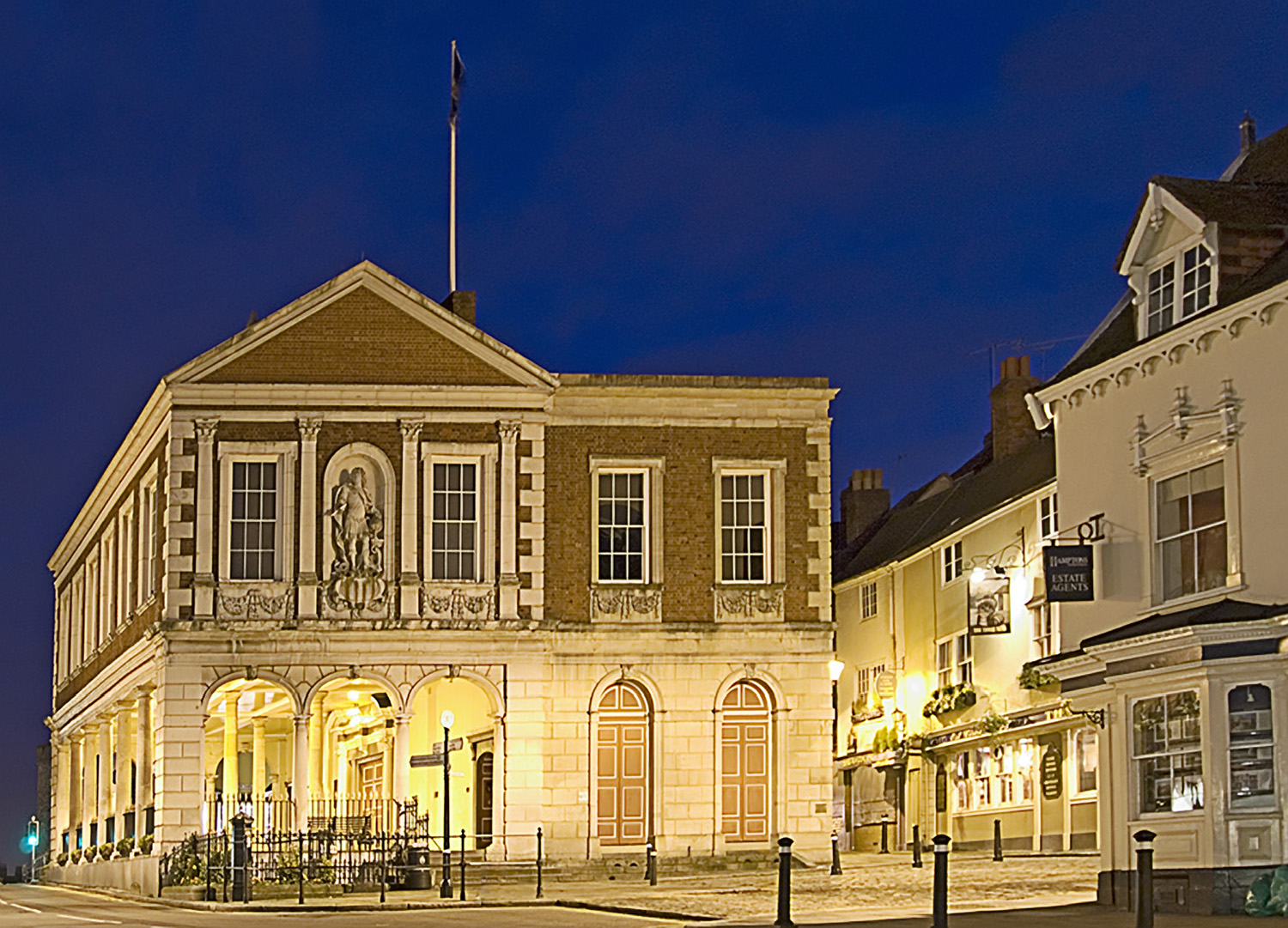
Windsor Gildehal
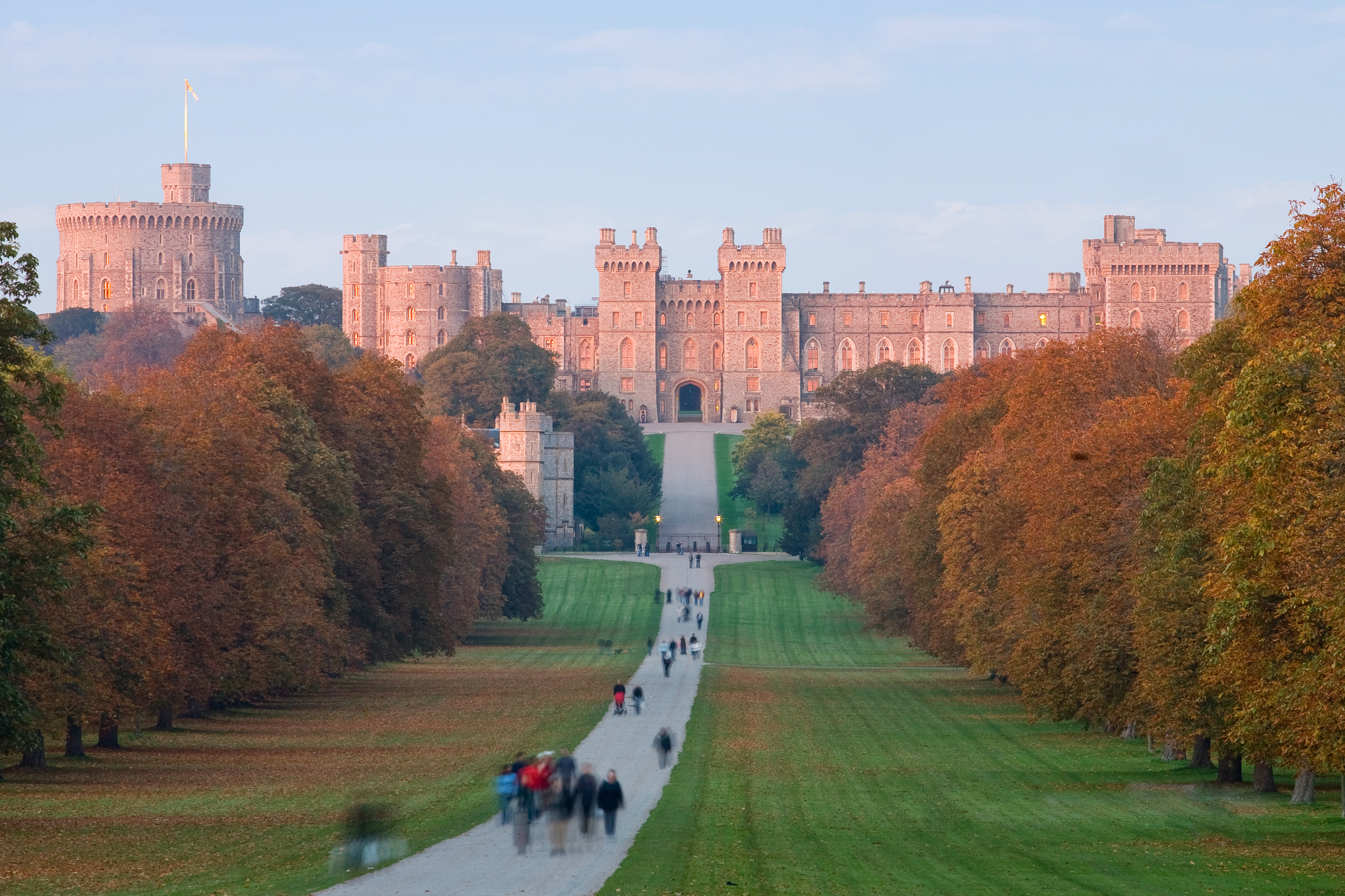
Windsor Castle